# Bedford House Cemetery
Bedford House Cemetery is een Britse militaire begraafplaats met gesneuvelden uit de Eerste- en Tweede Wereldoorlog, gelegen in de Belgische plaats Zillebeke bij Ieper. De begraafplaats werd ontworpen door Wilfred Von Berg en wordt onderhouden door de Commonwealth War Graves Commission. Ze heeft een onregelmatig grondplan met een oppervlakte van 25.765 m² en is daarmee een van de grotere Britse begraafplaatsen rond Ieper. Ze wordt grotendeels omsloten door een natuurstenen muur. De toegang aan de straat bestaat uit een tweedelig metalen hek tussen witte stenen zuilen vanwaar een lange oprijlaan naar het deel met de graven leidt. 
Ongeveer centraal op het terrein staat het Cross of Sacrifice op een cirkelvormig terras. In het oostelijke deel staat de Stone of Remembrance. In de nabijheid staan ook twee cirkelvormige altaren onder een koepelvormig dak ondersteund door 12 zuilen. 
Er liggen 5.144 gesneuvelden, waarvan 3.011 niet geïdentificeerde. De site staat sinds 2023 op de Unesco-Werelderfgoedlijst als onderdeel van inschrijving Begraafplaatsen en herdenkingssites van de Eerste Wereldoorlog (Westelijk Front).

## Geschiedenis
De begraafplaats is genoemd naar "Bedford House" of "Woodcote House", de naam die de Engelsen gaven aan het voormalige Kasteel Rosendael. Het omwalde kasteel, voorheen Kasteel Kerkskenshove, lag twee kilometer ten zuiden van de Ieperse Rijselpoort. Tijdens de hele duur van de Eerste Wereldoorlog bleef het domein achter het front en kwam dus niet in Duitse handen, maar toch raakte het uiteindelijk vernield door artillerie. De geallieerden gebruikten het landhuis als veldhospitaal en als hoofdkwartier.
In de loop van de oorlog werden op het domein begraafplaatsen aangelegd en tegen het einde van de oorlog telde het terrein vijf zogenaamde "enclosures".
1. Na de wapenstilstand werden de graven van "Enclosure No. 1" overgebracht naar White House Cemetery in Sint-Jan.
2. "Enclosure No. 2" werd gebruikt van december 1915 tot oktober 1918. Hier kwamen na de wapenstilstand nog eens 437 graven bij. Op vier na, waren deze overgebracht van de in Ieper gelegen Ecole de Bienfaisance Cemetery en Asylum Britsh Cemetery.
3. De kleine "Enclosure No. 3" was van februari 1915 tot december 1916 in gebruik.
4. Het grootste deel is "Enclosure No. 4", dat men van juni 1916 tot februari 1918 gebruikte. Na de oorlog werden hier 3.324 graven bijgezet van gesneuvelden die waren overgebracht van andere begraafplaatsen of gevonden op het slagveld. Een groot deel hiervan was niet geïdentificeerd. Er staan ook speciale gedenktekens voor een aantal gesneuvelden waarvan men vermoedt dat ze hier begraven liggen, maar geen grafsteen bestaat, en voor een aantal gesneuvelden van andere begraafplaatsen waarvan het graf vernield is in de oorlog.
5. De graven van "Enclosure No. 5" werden na de oorlog naar het Aeroplane Cemetery in Ieper overgebracht.
6. "Enclosure No. 6" werd na de oorlog aangelegd met stoffelijke resten uit het voormalige slagveld. Later werden hier ook nog 69 Britten (waarvan 3 niet geïdentificeerde) begraven die omkwamen in mei 1940. Het ging om leden van de British Expeditionary Force, die sneuvelden bij de verdediging van de spoorweg en het Kanaal Ieper-Komen.

Er liggen nu 4.425 Britten, 390 Canadezen, 249 Australiërs, 36 Nieuw-Zeelanders, 21 Zuid-Afrikanen, 21 Indiërs en 2 Duitsers.
Voor 20 militairen werden Special Memorials opgericht omdat hun graven niet meer gevonden werden en men aanneemt dat ze zich onder de naamloze graven bevinden. Vijfentwintig anderen worden herdacht met een Duhallow Block omdat zij eerder in andere begraafplaatsen lagen maar niet meer teruggevonden werden omdat hun graven door artillerievuur vernietigd waren. Voor nog twee andere militairen werden ook Special Memorials opgericht met de vermelding van hun oorspronkelijke begraafplaats.
De begraafplaats werd in 2002 als monument beschermd.

## Graven

### Onderscheiden militairen
- Rupert Price Hallowes, onderluitenant bij het Middlesex Regiment 4th Bn, werd onderscheiden met het Victoria Cross en het Military Cross (VC, MC). Hij was 34 jaar toen hij op 30 september 1915 aan zijn verwondingen overleed.
- Oswald Mosley Croshaw, luitenant-kolonel bij de Glasgow Yeomanry (Queen's Own Royal) werd onderscheiden met de Distinguished Service Order (DSO).
- de kapiteins J.H.C. Gatchell, R.P. Morris en John Arthur Gordon Shanks, de luitenants George Marbrook Doughty en Victor Carrington en de onderluitenants Alfred Boxall, F. Mahoney en James Patrick Connor werden onderscheiden met het Military Cross (MC).
- de sergeanten G. Desborough, H. Craddock en William Albert Mead werden onderscheiden met de Distinguished Conduct Medal en de Military Medal (MM).
- George Reading, korporaal bij de Royal Engineers werd onderscheiden met de Distinguished Conduct Medal en tweemaal met de Military Medal (DCM, MM and Bar).
- George Lowdell Eager, sergeant bij het London Regiment (Prince of Wales' Own Civil Service Rifles) werd onderscheiden met de Meritorious Service Medal (MSM).
- er zijn nog 24 militairen die de Military Medal ontvingen.

### Minderjarige militairen
- Fred Storey, soldaat bij de Canadian Intantry was 16 jaar toen hij op 30 juni 1916 sneuvelde.
- de soldaten Henry Reynolds Dawson, G.F. Douglas, Maxwell Barnsley Hughes, Robert William John McCormick, Ralph Frederick Masterman, Reuben Young, James William Berriman, Charles W. Moss, William Spooner, Richard Wingate en J. Black waren 17 jaar toen ze sneuvelden.

### Aliassen
- korporaal A. Wilson diende onder het alias A. Teesdale bij de Royal Field Artillery.
- soldaat Charles Hall diende onder het alias Andrew Charles Rees bij het East Surrey Regiment.
- soldaat Samuel Platt diende onder het alias S. Orr bij de Royal Inniskilling Fusiliers.

### Gefusilleerde militair
- Soldaat Frederick Turner werd wegens desertie gefusilleerd op 23 oktober 1917. Hij was 31 jaar.[4]